# Лемерсье, Жозеф-Роз
Жозеф-Роз Лемерсье (фр. Joseph-Rose Lemercier; 6 июля 1803, Париж — 26 января 1881, Баньё) — французский типограф и литограф. Последователь И. А. Зенефельдера. Он работал с многими литераторами и художниками своего времени, сыграл важную роль в распространении фотолитографии, позволяющей переносить фотографическое изображение на литографский камень и создавать печатные оттиски.

## Биография
Жозеф-Роз родился в Париже 6 июля 1803 года в скромной семье ремесленника. В 1824 году женился на Маргарите Дранси. Их двое детей умерли в 1833 году.
Он начал ученичество у Эдуарда Кнехта, сына и преемника Алоиза Зенефельдера, изобретателя техники литографской печати. В 1831 году типографская мастерская, где он работал, находилась на улице Сены, 57. В 1852 году типография имела 80 печатных станков и нанимала 180 рабочих.
В период с 1852 по 1855 год Лемерсье объединил усилия с оптикoм Леребуром, химиком Барресвилем и химиком и фотографом Альфонсом Даванном, чтобы применить новый процесс в промышленности, но он оказался нерентабельным. В 1855 году Альфонс Пуатевен запатентовал процесс, который мог превратить его изобретение в промышленный продукт, но затем к октябрю 1857 года он оставил свой патент и мастерскую Лемерсье.
Лемерсье печатал хромолитографии с произведений таких художников, как Одилон Редон, Эдуард Мане и Альфонс Муха. В 1847 году Жозеф-Роз Лемерсье стал кавалером ордена Почётного легиона, а в 1878 году получил звание офицера. С 1876 по 1885 год он возглавлял Палату литографов в Париже.
Его племянник Альфред Лемерсье позднее стал главой компании.